# Enicospilus angustatus
Enicospilus angustatus là một loài tò vò trong họ Ichneumonidae.